# Теория комплекса региональной безопасности
Тео́рия ко́мплекса региона́льной безопа́сности (теория КРБ) (англ. regional security complex theory) (RSCT) — теория региональной безопасности Копенгагенской школы исследований безопасности, разработанная Барри Бузаном и Оле Вейвером, и в наиболее полном виде представленная в монографии «Регионы и державы: структура международной безопасности», вышедшей в 2003 году.
Концепция комплексов региональной безопасности охватывает вопросы того, как безопасность складывается в географических регионах мира. Проблемы безопасности в теории КРБ рассматривается не на значительном удалении от них, а как раз наоборот, в непосредственной близости к тому или иному региону. Безопасность каждого актора в регионе находится в тесной и взаимной зависимости от других акторов. В то же время существуют буферные государства, которые разделяют регионы. Например Афганистан, географически расположенный между Ближним Востоком и Южной Азией.
Регионы следует рассматривать, как минисистемы, в которых все остальные теории международных отношений могут найти своё место, как баланс сил, полярность, независимость, альянс систем и так далее.
Безопасность включает в себя пять секторов: национальная безопасность, политическая безопасность, социетальная безопасность, экономическая безопасность и экологическая безопасность.